# Кенія на літніх Олімпійських іграх 2024
Кенію на літніх Олімпійських іграх 2024 представляли сімдесят два спортсмени в шести видах спорту.

## Медалісти
| Медаль | Ім'я                | Вид спорту     | Дисципліна                                  | Дата      |
| ------ | ------------------- | -------------- | ------------------------------------------- | --------- |
| 1      | Беатріс Чебет       | Легка атлетика | біг на 5000 метрів (жінки)                  | 5 серпня  |
| 1      | Беатріс Чебет       | Легка атлетика | біг на 10000 метрів (жінки)                 | 9 серпня  |
| 1      | Еммануель Ваньйоньї | Легка атлетика | біг на 800 метрів (чоловіки)                | 10 серпня |
| 1      | Фейт Кіп'єгон       | Легка атлетика | біг на 1500 метрів (жінки)                  | 10 серпня |
| 2      | Фейт Кіп'єгон       | Легка атлетика | біг на 5000 метрів (жінки)                  | 5 серпня  |
| 2      | Рональд Квемой      | Легка атлетика | біг на 5000 метрів (чоловіки)               | 10 серпня |
| 3      | Мері Мораа          | Легка атлетика | біг на 800 метрів (жінки)                   | 5 серпня  |
| 3      | Фейт Черотіч        | Легка атлетика | біг на 3000 метрів з перешкодами (жінки)    | 6 серпня  |
| 3      | Абрахам Кібівот     | Легка атлетика | біг на 3000 метрів з перешкодами (чоловіки) | 7 серпня  |
| 3      | Бенсон Кіпруто      | Легка атлетика | марафонський біг (чоловіки)                 | 10 серпня |
| 3      | Геллен Обірі        | Легка атлетика | марафонський біг (жінки)                    | 11 серпня |

Кім'єгон спочатку дискваліфікували після забігу на 5000 метрів серед жінок, однак повернули медаль після апеляції.

## Спортсмени
| Вид спорту     | Чоловіки | Жінки | Загалом |
| -------------- | -------- | ----- | ------- |
| Легка атлетика | 25       | 19    | 44      |
| Фехтування     | 0        | 1     | 1       |
| Дзюдо          | 0        | 1     | 1       |
| Регбі-7        | 12       | 0     | 12      |
| Плавання       | 1        | 1     | 2       |
| Волейбол       | 0        | 12    | 12      |
| Загалом        | 38       | 34    | 72      |